# Indie w Formule 1
Indie w Formule 1 były reprezentowane przez dwóch kierowców i jednego konstruktora. Ponadto w ramach Mistrzostw Świata rozgrywano Grand Prix Indii.

## Kierowcy

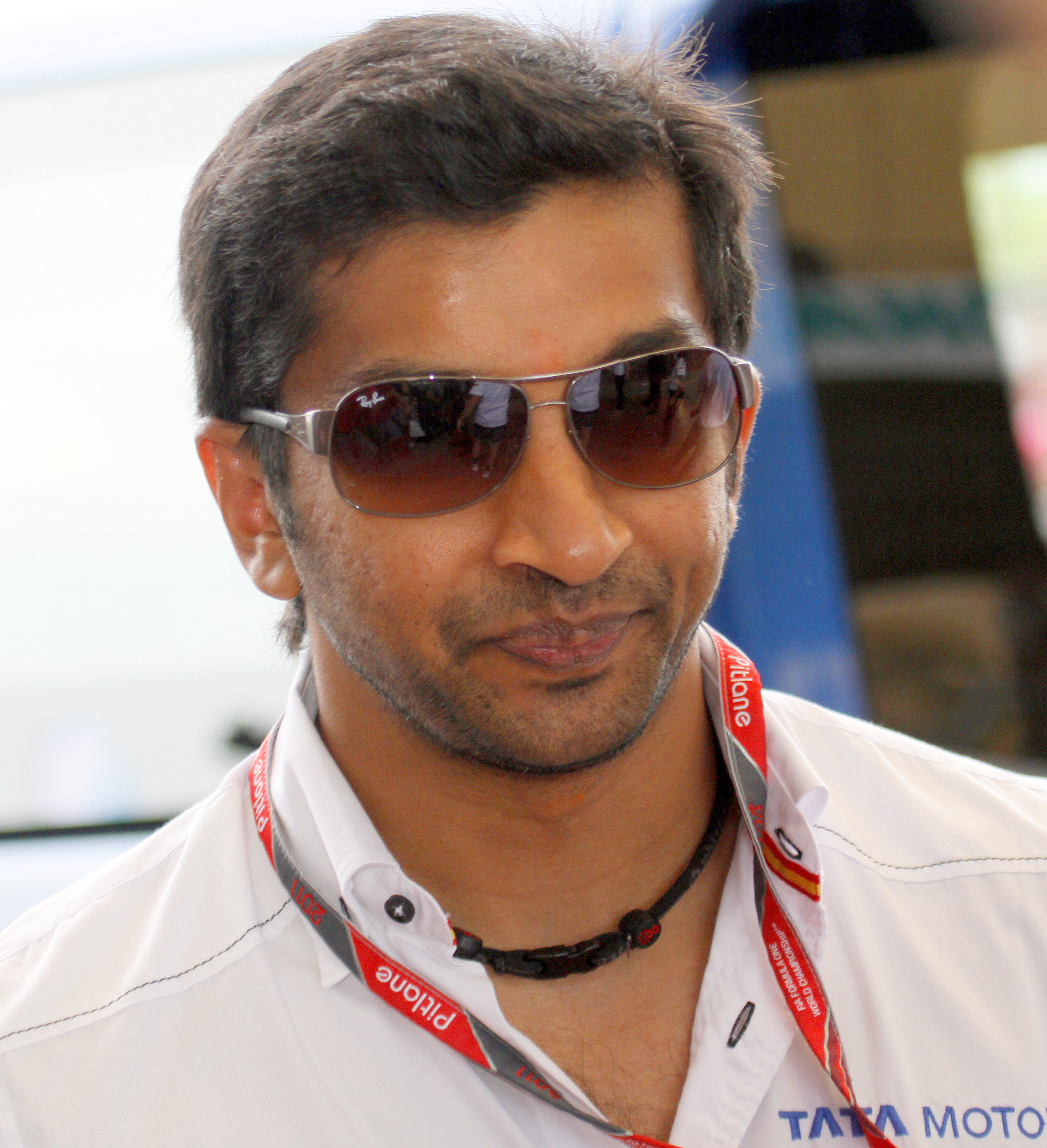
Narain Karthikeyan

Pierwszym indyjskim kierowcą Formuły 1 był Narain Karthikeyan. Ten zawodnik w 1996 roku wygrał Formułę Asia, uczestniczył ponadto w Brytyjskiej Formule 3, Formule Nippon czy World Series by Nissan. W 2005 roku Karthikeyan przy wsparciu koncernu Tata zadebiutował w Formule 1 w barwach Jordan Grand Prix, a jego najlepszym rezultatem było czwarte miejsce w Grand Prix USA. W latach 2006–2007 Karthikeyan był kierowcą testowym Williamsa. Jako kierowca etatowy Karthikeyan powrócił do Formuły 1 w 2011 roku w barwach HRT. W trakcie sezonu został on zastąpiony przez Daniela Ricciardo, ale powrócił do hiszpańskiego zespołu w sezonie 2012.
Drugim indyjskim kierowcą rywalizującym w Formule 1 był Karun Chandhok, który uczestniczył m.in. w Brytyjskiej Formule 3 i GP2 Series. W Formule 1 zadebiutował w sezonie 2010, ścigając się w HRT. Jego najlepszym rezultatem było czternaste miejsce. W trakcie sezonu Chandhok został zastąpiony przez Sakona Yamamoto. W 2011 roku wystartował w Grand Prix Niemiec, zastępując w Lotusie Jarno Trullego.
| Sezon          | Kierowca           | Konstruktor | GP | Zw. | Pod. | Pkt. | NU | NZ | Źródło |
| -------------- | ------------------ | ----------- | -- | --- | ---- | ---- | -- | -- | ------ |
| 2005 2011–2012 | Narain Karthikeyan | Jordan, HRT | 48 | 0   | 0    | 5    | 13 | 2  | [ 1 ]  |
| 2010–2011      | Karun Chandhok     | HRT, Lotus  | 11 | 0   | 0    | 0    | 2  | 0  | [ 1 ]  |

## Konstruktorzy
Jedynym indyjskim konstruktorem Formuły 1 był założony przez Vijaya Mallyę Force India. Jego korzenie sięgają zespołu Jordan, który w 2006 roku został przemianowany na Midland. W 2007 roku Midlanda nabył Spyker. W sezonie 2008 na skutek przejęcia Spykera w Formule 1 zadebiutował Force India. Rok później za sprawą Giancarlo Fisichelli zespół zdobył jedyne pole position oraz pierwsze podium (Grand Prix Belgii). Ogółem kierowcy Force India zdobyli sześć podiów. Konstruktor w latach 2016–2017 zdobył czwarte miejsce w klasyfikacji Mistrzostw Świata. W trakcie sezonu 2018 Force India został sprzedany i rozpoczął ściganie się pod brytyjską licencją. Od 2019 roku w miejsce Force India w Formule 1 ściga się Racing Point.
| Sezon     | Konstruktor | Silnik            | Kierowcy | Zgł. | GP  | Zw. | Pod. | Pkt. | NU | NZ | Źródło |
| --------- | ----------- | ----------------- | --- | ---- | --- | --- | ---- | ---- | -- | -- | ------ |
| 2008–2018 | Force India | Ferrari, Mercedes | Adrian Sutil, Giancarlo Fisichella, Vitantonio Liuzzi, Paul di Resta, Nico Hülkenberg, Sergio Pérez, Esteban Ocon | 406  | 203 | 0   | 6    | 987  | 68 | 0  | [ 3 ]  |

## Wyścigi
W 1997 roku pojawiły się pierwsze plany organizacji Grand Prix Indii Formuły 1. W 2007 roku zapowiedziano organizację Grand Prix na torze Buddh International Circuit. Inauguracyjny wyścig miał się odbyć w 2010 roku. Następnie przesunięto inauguracyjny wyścig na 2011 roku. Eliminację organizowano do sezonu 2013. Wszystkie trzy Grand Prix wygrał Sebastian Vettel.

### Zwycięzcy
| Sezon | Kierowca         | Konstruktor      | Tor       | Wyniki |
| ----- | ---------------- | ---------------- | --------- | ------ |
| 2013  | Sebastian Vettel | Red Bull-Renault | New Delhi | Wyniki |
| 2012  | Sebastian Vettel | Red Bull-Renault | New Delhi | Wyniki |
| 2011  | Sebastian Vettel | Red Bull-Renault | New Delhi | Wyniki |